# Михајло Ковач
Михајло Ковач (русин. и укр. Михайло Ковач; Шид, 27. октобар 1909 — Нови Сад, 17. јун 2005) био је истакнути културно–просветни радник, новинар, књижевни стваралац и добитник Награде за животно дело Друштва књижевника Војводине (1982). Био је један од најзначајнијих русинских (по пореклу), односно украјинских (по опредељењу) књижевника са подручја бивше Југославије, односно данашње Србије.

## Биографија
Михајло Ковач се родио 27. октобра 1909. године у Шиду као пето од једанаестеро деце Јанка Ковача, радника на железници и Ане, рођене Кулич. Основну и грађанску школу завршио је у родном Шиду, да би затим Учитељску школу завршио у Крижевцима 1929. године. Потицао је из русинске породице, али је током школовања пристао уз украјински национални покрет, прихвативши украјински национални идентитет. Пошто је тадашњи крижевачки гркокатолички бискуп Дионизије Њаради био велики заговорник подвођења свих Русина под украјински национални корпус, таква политика је спровођена у свим управним и просветним установама Крижевачке гркокатоличке бискупије, тако да је талас украјинизације захватио и младог Михајла Ковача, који је до краја живота остао привржен тези по којој Русини нису посебан народ, већ само огранак шире украјинске нације.

### Професионална и културно-просветна делатност до 1941. године
Као учитељ је у периоду од 1929. до 1931. године радио у селима Бапска-Новак, Маркушица и Антин. У Руски Крстур на место учитеља долази 1931. године и у њему остаје до 1941. године, када је на почетку мађарске окупације као лице које је у Бачку дошло после 1918. године, напустио ту територију. Његова делатност у Руском Крстуру била је разноврсна: режирао је аматерске позоришне представе, био је секретар Русинског народног просветног друштва, прве културно-просветне организације Русина у тадашњој Југославији, а био је и оснивач и уредник првог часописа за децу на језику Русина Бачке и Срема под називом "Наша захратка" (рсн. Наша заградка - Наш врт).

### Професионална и културно-просветна делатност од 1941. године
Учитељ у Бикић Долу је био од 1941. до 1952. године, где је између осталог био и један од оснивача Културно-просветног друштва "Иван Котљаревски", као и дописник листа "Руске слово" из тог места. Учитељ у Новом Саду постаје 1952. године и ту дужност, заједно са дужношћу секретара Културно-уметничког друштва "Максим Горки", обавља до 1966. године, када постаје део обновљене редакције на русинском језику Радио Новог Сада, где је био аутор и уредник емисије "Културна панорама" све до пензионисања 1973. године. После пензионисања бавио се готово искључиво књижевним радом. Умро је у Новом Саду 17. јуна 2005. године.
Отац је Ивана Ковача, познатог композитора, професора и декана Академије уметности у Новом Саду.

## Књижевни рад
Посебно значајно за војвођанске Русине је књижевно стваралаштво Михајла Ковача. Прву приповетку, "Атаманов син", објавио је 1927. године у листу "Руски новини". Писао је првенствено драмске текстове, поезију и прозу. Добитник је Награде за животно дело Друштва књижевника Војводине за 1982. годину. Његова дела су превођена на српски, украјински, словачки, румунски, мађарски и есперанто језик.

### Одабрана библиографија
Драма
- Зборнїк театралних фалатох, 1962.

Поезија
- Мой швет, 1964.
- Писнї Дїда Заградара, 1979.
- Шветла вечарово, 1985.
- Я дуб чевоточни, 1989.
- Хижочко стара, 1990.

Проза
- Цихи води, 1970.
- Дзецински швет,1971.
- Гриц Бандурик, 1972. (заједно са Штефаном Худаком)
- Перши радосци, 1977.
- Цеглярня, 1982.
- На окраїску, 1983.
- Глїбоки коренї, 1987.
- Капка по капку живот одцека, 1988.
- Длугока драга номадска, 1990.
- Дияспора, 1992.